# Descloïziet
Het mineraal descloïziet is een zeldzaam secundair lood-zink-koper-vanadaat met de chemische formule Pb(Zn,Cu)[OH|VO4].

## Naamgeving en ontdekking
Descloïziet werd genoemd naar de Franse mineraloog Alfred Des Cloizeaux, die het mineraal voor het eerst beschreef. Het mineraal werd in 1854 ontdekt in de Sierras de Córdoba, een bergachtig gebied in Argentinië.

## Eigenschappen
Het transparante tot opake bruine tot rode descloïziet heeft een orthorombisch kristalstelsel. De kristallen zijn prismatisch tot tabulair van vorm, en komen meestal als aggregaten voor, soms ook als korsten of stalactitische aggregaten op gesteenten. De hardheid is 3 tot 3,5 op de schaal van Mohs en de relatieve dichtheid bedraagt 6,2 g/cm³. Het is zichtbaar pleochroïstisch en oplosbaar in zuren.
Descloïziet is noch magnetisch, noch radioactief.

## Voorkomen en verspreiding
Descloïziet wordt voornamelijk aangetroffen als secundair mineraal in loodertsen, samen met mineralen als pyromorfiet, vanadiniet en wulfeniet.
Het wordt gevonden in de Sierras de Cordoba (Argentinië), in Sierra County (New Mexico), in Arizona, in Phoenixville (Pennsylvania) en in Kappel am Krappfeld in Karinthië (Oostenrijk).